# Julia Dujmovits
Julia Dujmovits (* 12. Juni 1987 in Güssing, Burgenland) ist eine ehemalige österreichische Snowboarderin. Ihre größten Erfolge sind der Olympiasieg im Parallel-Slalom 2014 in Sotschi und der zweifache Gewinn einer Silbermedaille bei den Weltmeisterschaften 2013 und 2015. Beim ORF-Interview im Rahmen des olympischen Parallel-Riesenslaloms am 24. Februar 2018 gab Dujmovits bekannt, ihre Karriere nach der Saison 2017/18 beenden zu wollen. Am 17. März 2018 bestritt sie nach 136 Wettbewerben auf Weltcupniveau ihr vorerst letztes Einzelrennen.
Am 28. September 2020 kündigte sie auf Servus TV ihr Comeback an. Am 31. August 2022 gab sie aufgrund ihrer Schwangerschaft das endgültige Karriereende bekannt.

## Werdegang

### „Erste“ Karriere
Die aus Sulz im Bezirk Güssing stammende Julia Dujmovits entdeckte den Snowboardsport mit fünf Jahren im Winterurlaub. Mit neun Jahren bekam sie ihr erstes eigenes Snowboard geschenkt, mit elf Jahren fuhr sie ihr erstes Rennen und mit 15 Jahren sammelte sie erste Weltcup-Eindrücke.

Im Alter von zwölf Jahren entging sie der Brandkatastrophe in der Gletscherbahn Kaprun, bei der alle anderen Mitglieder ihres Teams ihr Leben verloren; Dujmovits hatte zusammen mit ihrem Bruder statt der Standseilbahn die Gondel als Transportmittel gewählt.
Dujmovits ist Junioren-Weltmeisterin (Bad Gastein 2007), Europacup-Gesamtsiegerin (2005) und Vizeweltmeisterin im Parallel-GS (Stoneham 2013). 2006 erfolgte die Aufnahme in das Heeressportzentrum des Österreichischen Bundesheers. Bei den Olympischen Winterspielen in Vancouver 2010 fiel sie verletzungsbedingt aus. In ihrer Karriere hatte die Burgenländerin bereits mit zwei Kreuzbandrissen, einer Schulterluxation, einem Knöchelbruch und einer Gehirnerschütterung zu kämpfen.
Seit Mai 2012 arbeitet Dujmovits mit dem Konditionstrainer Peter Eichberger zusammen. Unter seiner Anleitung absolvierte sie 2012 und 2013 ihr Aufbauprogramm auf Maui/Hawaii. Dujmovits ist dabei auch im Triathlon aktiv und so startete sie im Mai 2014 beim Ironman 70.3 Hawaii (1,9 km Schwimmen, 90 km Radfahren und 21,1 km Laufen).
Bei den Olympischen Winterspielen 2014 gewann sie die Goldmedaille im Parallelslalom. Diese Medaille widmete sie ihren Kollegen, die im Jahr 2000 bei der Brandkatastrophe der Gletscherbahn Kaprun gestorben sind.
Beim im Rahmen der Olympischen Winterspiele 2018 ausgetragenen Parallel-Riesenslalom wurde sie am 24. Februar in Pyeongchang Zwölfte. Dujmovits gab beim ORF-Interview im Rahmen des olympischen Parallel-Riesenslaloms bekannt, ihre Karriere mit Ende der Saison 2017/18 beenden zu wollen.

### Comeback und Karriereende
Im Herbst 2020 kündigte Dujmovits ihr Comeback in der Saison 2020/21 an. Nach nur drei Weltcup-Rennen und ohne Podestplatz wurde sie für die Weltmeisterschaften 2021, welche aufgrund der COVID-19-Pandemie für die Parallelsnowboarder an einem eigenen Ort stattfinden, nominiert. In ihrem ersten WM-Rennen seit dem Comeback erreichte sie das Halbfinale, dieses verlor sie jedoch gegen die Russin Sofija Nadyrschina, im folgenden kleinen Finale konnte sie sich gegen ihre Landsfrau Claudia Riegler durchsetzen und die Bronzemedaille gewinnen. Am 31. August 2022 beendete sie ihre aktive Karriere.

### Privates
Julia Dujmovits hat drei Brüder. Sie hat burgenlandkroatische Wurzeln.
Seit 2013 war sie mit dem Ruderer Bernhard Sieber (* 1990) liiert, die beiden verlobten sich im April 2015 und gaben im Jänner 2018 ihre Trennung bekannt.
Seit September 2017 betreibt Dujmovits einen eigenen YouTube-Kanal, auf denen sie Yoga-Kurse gibt. Zudem wird seit 1. Oktober 2017 auf Sixx Austria täglich zweimal eine Folge der Serie «Yoga mit Julia» ausgestrahlt.
Anfang 2023 wurde ihr erstes Kind geboren, Vater ist das Männer-Model Geoffrey Camus.

## Erfolge

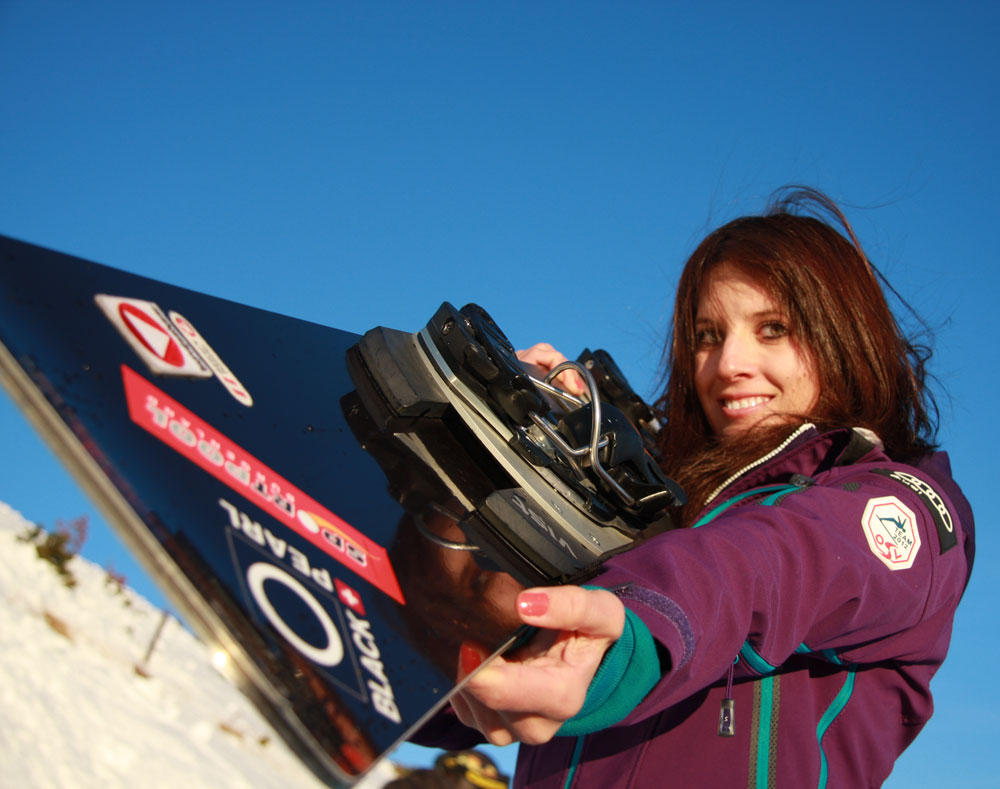
Julia Dujmovits 2011

### Olympische Winterspiele
| Datum      | Ort         | Land | Disziplin       | Platz |
| ---------- | ----------- | ---- | --------------- | ----- |
| 08-02-2022 | Peking      | CHN  | Parallel-GS     | 6     |
| 24-02-2018 | Pyeongchang | KOR  | Parallel-GS     | 12    |
| 22-02-2014 | Sotschi     | RUS  | Parallel-Slalom | 1     |
| 19-02-2014 | Sotschi     | RUS  | Parallel-GS     | 29    |

### Snowboard-Weltmeisterschaften
| Datum      | Ort         | Land | Disziplin       | Platz |
| ---------- | ----------- | ---- | --------------- | ----- |
| 01-03-2021 | Rogla       | SLO  | Parallel-GS     | 3     |
| 22-01-2015 | Kreischberg | AUT  | Parallel-Slalom | 2     |
| 26-01-2013 | Stoneham    | CAN  | Parallel-GS     | 2     |
| 22-01-2011 | La Molina   | ESP  | Parallel-Slalom | 10    |
| 19-01-2011 | La Molina   | ESP  | Parallel-GS     | 10    |

### Weltcupsiege

#### Weltcupsiege im Einzel
| Nr. | Datum             | Ort       | Disziplin             |
| --- | ----------------- | --------- | --------------------- |
| 1.  | 16. Dezember 2007 | Nendaz    | Parallelslalom        |
| 2.  | 15. Dezember 2011 | Telluride | Parallel-Riesenslalom |
| 3.  | 28. Februar 2015  | Asahikawa | Parallel-Riesenslalom |
| 4.  | 28. Januar 2018   | Bansko    | Parallel-Riesenslalom |

#### Weltcupsiege im Team
| Nr. | Datum           | Ort         | Disziplin             |
| --- | --------------- | ----------- | --------------------- |
| 1.  | 12. Januar 2022 | Bad Gastein | Parallelslalom Team 1 |

### Europacupsiege
| Nr. | Datum             | Ort                    | Disziplin             |
| --- | ----------------- | ---------------------- | --------------------- |
| 1.  | 15. Januar 2005   | Sankt Johann im Pongau | Parallelslalom        |
| 2.  | 26. Februar 2005  | Mavrovo                | Parallel-Riesenslalom |
| 3.  | 15. März 2005     | Borovets               | Parallel-Riesenslalom |
| 4.  | 16. März 2005     | Borovets               | Parallel-Riesenslalom |
| 5.  | 28. Januar 2006   | Vratna-Terchova        | Parallel-Riesenslalom |
| 6.  | 29. Januar 2006   | Vratna-Terchova        | Parallel-Riesenslalom |
| 7.  | 31. Januar 2010   | Maribor                | Parallel-Riesenslalom |
| 8.  | 22. Dezember 2013 | Lachtal                | Parallelslalom        |

### Snowboard-Juniorenweltmeisterschaften
| Datum      | Ort            | Land | Disziplin       | Platz |
| ---------- | -------------- | ---- | --------------- | ----- |
| 13-04-2007 | Bad Gastein    | AUT  | Parallel-Slalom | 1     |
| 12-04-2007 | Bad Gastein    | AUT  | Parallel-GS     | 5     |
| 11-04-2007 | Bad Gastein    | AUT  | Snowboardcross  | 21    |
| 06-02-2006 | Vivaldi Park   | KOR  | Parallel-GS     | 3     |
| 05-02-2006 | Vivaldi Park   | KOR  | Big Air         | 14    |
| 03-02-2006 | Vivaldi Park   | KOR  | Snowboardcross  | 3     |
| 22-04-2005 | Zermatt        | SUI  | Parallel-GS     | 9     |
| 21-04-2005 | Zermatt        | SUI  | Snowboardcross  | 48    |
| 14-02-2004 | Oberwiesenthal | GER  | Snowboardcross  | 9     |
| 11-02-2004 | Klinovec       | CZE  | Parallel-GS     | 13    |

### Staatsmeisterschaften
| Datum      | Ort             | Land | Disziplin       | Platz |
| ---------- | --------------- | ---- | --------------- | ----- |
| 21-03-2015 | Hochficht       | AUT  | Parallel-Slalom | 1     |
| 02-03-2013 | Gerlitzen       | AUT  | Parallel-Slalom | 2     |
| 09-12-2012 | Lachtal         | AUT  | Parallel-GS     | 6     |
| 01-04-2012 | St. Gallenkirch | AUT  | Parallel-Slalom | 3     |
| 02-03-2012 | St. Gallenkirch | AUT  | Parallel-GS     | 1     |
| 13-03-2011 | Radstadt        | AUT  | Parallel-Slalom | 5     |
| 12-03-2011 | Radstadt        | AUT  | Parallel-GS     | 1     |
| 28-03-2010 | Gerlitzen       | AUT  | Parallel-GS     | 1     |
| 27-03-2010 | Gerlitzen       | AUT  | Parallel-Slalom | 4     |
| 28-11-2009 | Hochfügen       | AUT  | Parallel-GS     | 10    |
| 28-03-2009 | Kasberg         | AUT  | Parallel-GS     | 2     |
| 30-03-2008 | Radstadt        | AUT  | Parallel-GS     | 3     |
| 21-04-2007 | Kaunertal       | AUT  | Snowboardcross  | 5     |
| 01-04-2006 | Bad Gastein     | AUT  | Parallel-GS     | 3     |
| 19-03-2004 | Bad Gastein     | AUT  | Snowboardcross  | 6     |
| 28-03-2003 | Kühtai          | AUT  | Snowboardcross  | 7     |

## Auszeichnungen (Auszug)

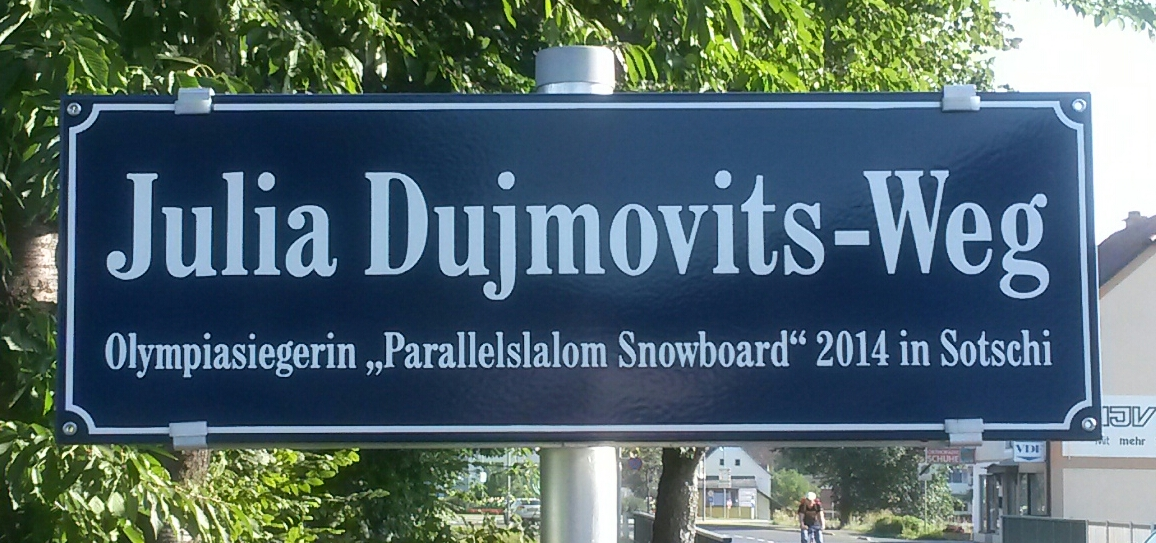
Der Julia Dujmovits-Weg in Güssing

- 2007, 2011, 2012, 2013, 2014, 2015 und 2018: Burgenländische Sportlerin des Jahres

- 2014: Großes Ehrenzeichen des Landes Burgenland[15]

- Die Gemeinde Güssing benannte einen Weg entlang der Strem nach der Olympiasiegerin.[16]

- Bei der Wahl der österreichischen Sportlerin des Jahres 2014 erreichte Julia Dujmovits hinter Anna Fenninger den zweiten Platz.[17]

- Landessportler des Jahres (Burgenland) 2022: Ehrenpreis des Landeshauptmannes[18][19]